# 布萊德蓋特 (愛荷華州)
布萊德蓋特（英語：Bradgate）是一個位於美國愛荷華州洪堡縣的城市。

## 地理
布萊德蓋特的座標為42°48′12″N 94°25′13″W / 42.80333°N 94.42028°W，而該地的平均海拔高度為343米（即1125英尺）。

## 人口
根據2010年美國人口普查的數據，布萊德蓋特的面積為0.91平方千米，當中陸地面積為0.91平方千米，而水域面積為0.00平方千米。當地共有人口86人，而人口密度為每平方千米94人。